# ジャン・ドゥ・ブローク
ジャン・デュ・ブロック、1884年生まれ1583年3月25日モンス（ベルギー）で生まれ、そこで亡くなった。1656年1月23日は、ベルギー出身のイエズス会修道士 で、バロック時代の建築家です。彼はかつての南ネーデルラントに数多くの教会を建てました。

## バイオグラフィー
1606年、トゥルネーのイエズス会修道院に入会した瞬間から、彼の建築家としての才能は開花した。モンスの大学（1607年）の最初の設計図を手がけたのは彼である。しかし、実際に着工された最初のプロジェクトは、1608年にトゥルネーの大学と修道院の教会建築であった。その後、ベルグ＝サン＝ヴィノックの大学の教会建築（1610～1612年）が続いた。
1612年にイエズス会管区が「フランドル＝ベルギー管区」と「ガロ＝ベルギー管区」に分割された際、デュ・ブロックはルクセンブルクに派遣され、イエズス会の大学教会の建設を監督しました。ブリュージュ出身のユイセンス修道士から設計図を引き継ぎ、修正を加えた可能性があります。教会（現在のルクセンブルク教区の大聖堂）の建設は1613年に始まり、1621年に完成しました。
1621年にトゥルネーに戻り、新たな事業、おそらくは神学校建設を託された。そこで彼はイエズス会の修道士たちのグループを結成し、彼らは後に彼の直接の協力者となる。その後、ドゥエー学院の教会堂（1622-1630）を建設した。また、モーブージュ教会堂（1620-1624）とサントメール学院の第二教会堂（1615-1636） の主任建築家でもあった。
デュ・ブロックは、ベネディクト会修道院サン・アンドレ・デュ・カトー（1634-1635年）の教会（現在のサン・マルタン教区教会）も設計しました。晩年、建築家の兄弟は故郷モンスの大学に引退し、そこで亡くなりました。1656年1月23日。

## 付録